# 秘鲁无产阶级党
秘鲁无产阶级党（西班牙語：Partido Proletario del Perú）是秘鲁的一个共产主义政党。该党的总书记是伊利帕·图塔。该党是革命政党和组织国际协调的成员。该党曾派代表参加国际共产主义研讨会。